# Campo di papaveri a Vetheuil
Campo di papaveri a Vétheuil (Les coquelicots près de Vétheuil) è un dipinto di Claude Monet (1840-1926) realizzato nel 1880 proprio nel paese di Vétheuil.
Le sue dimensioni sono di 71,5x90,5 cm e oggi è conservato in Svizzera. È un dipinto appartenente al movimento pittorico figurativo detto Impressionismo.
Il quadro fu rubato e poi ritrovato all'inizio del 2008 da un museo di Zurigo (Collezione Bührle); prima di essere acquistato negli anni Quaranta dalla famiglia Bürhle era di proprietà di un commerciante ebreo. Oggi gli eredi del commerciante vorrebbero la restituzione  dell'opera sostenendo che questo quadro non fu mai venduto legalmente.

## Descrizione della scena e tecnica
In questo quadro possiamo ammirare tre giovani donne raccogliere dei papaveri rossi del piccolo comune francese, Vetheuil, situato nel nord della Francia, che fa da sfondo alla scena. Possiamo innanzitutto notare come le pennellate veloci di Monet, di grande formato, si rifacciano molto alla tecnica impressionista, portandoci ad un livello di astrazione. Egli cerca di mescolare colori, sfumandone i bordi, donandoci una sensazione di freschezza e vivacità, dato dal rosso dei papaveri picchiettato sul manto d'erba verde. Il quadro però appare diviso in due: il campo di papaveri sembra quasi estraniato dal villaggio, utilizzando colori totalmente differenti. Il villaggio infatti presenta delle tonalità bluastre, cupe, scure, totalmente diversi dalle tonalità usate nella porzione di quadro che rappresenta i papaveri.

## Interpretazione e chiave di lettura visiva
Nei molteplici dipinti di Monet la natura è grande protagonista. Ne sono un esempio i numerosi dipinti che vedono il raffigurare le ninfee, quasi in un modo ossessivo da parte del pittore. In questo quadro Monet, pur non essendo l'unico quadro dedicato ai papaveri (vedi  il dipinto I papaveri), di grande importanza è l'elemento umano. Monet infatti vi rappresenta anche la vita umana, ovvero le tre giovani donne che colgono i fiori rossi. Il quadro sembra quasi diviso a metà, in cui possiamo vedere di sfondo il villaggio francese, quasi distaccato dal paesaggio che ci viene presentato in primo piano.